# 约翰·克劳福
约翰·克劳福，FRS （1783年8月13日—1868年5月11日）英国医生、殖民长官、外交官，苏格兰人。

## 生平
出生于苏格兰阿盖尔的艾拉岛，其父塞缪尔·坎贝尔是一位医生。受到父亲的影响，克劳福也立志成为一名医生，于1803年在爱丁堡大学完成了医学课程，当时年仅20岁。此后他加入了英属东印度公司，成为一名外科医生。直到1808年，他一直在印度的北方邦工作，见证了雷克男爵的一系列战役。
1808年被派往槟城，他在那里学习了马来语和马来文化，并认识了斯坦福·莱佛士。1811年，克劳福与莱佛士都追随明托伯爵，参加自荷兰人手中夺取爪哇岛的战役。这场战役之后，莱佛士被任命为爪哇副总督，克劳福则于同年11月被任命为日惹朝廷驻扎官。克劳福对日惹苏丹哈孟古布沃诺二世采取强硬政策。哈孟古布沃诺则在梭罗苏丹帕库布沃诺四世的支持和鼓励下反抗英国的统治。1812年，日惹王宫被英国军队围攻，哈孟古布沃诺二世被废黜，取而代之的是其子哈孟古布沃诺三世。
克劳福在爪哇期间，致力于研究爪哇语，并与爪哇上层贵族、文学人物结交。他沉迷于爪哇音乐。
1816年，爪哇被荷兰重新占领，克劳福回到英国，成为英国皇家学会院士。此后，他转入写作。几年后他以外交官身份重新被启用。1821年，印度总督黑斯廷斯侯爵以克劳福为使者，出使暹罗（今泰国），随行的有博物学家乔治·芬利森（George Finlayson）。这次出行的目的是了解暹罗对马来半岛北部国家的政策。克劳福一行受到暹罗国王拉玛三世的接见。不过不久前越南使团访问曼谷，情景十分紧张。拉玛三世和洛坤长官都对克劳福一行抱有戒心，克劳福只得离开暹罗前往嘉定（今胡志明市），但越南的明命帝拒绝接见他。
1823年3月，克劳福被任命为新加坡驻扎官。翌年8月2日，代表英属东印度公司，同柔佛苏丹侯赛因·沙阿以及天猛公，在新加坡签订了《克劳福条约》；还参与了《1824年英荷条约》的签订。
在新加坡期间，克劳福与马来族著名作家孟希·阿卜杜拉交往甚密。
1826年，新任印度总督威廉·阿美士德派克劳德出使缅甸，以处理第一次英缅战争的遗留问题。缅甸国王巴基道仅仅承认与英国签定贸易权以赔偿英国在战争中的损失，并派遣使团前往加尔各答谈判。
克劳福的船只在返回途中因损坏而停留修理，克劳德便在马圭省采集化石样本。这是克劳福最后一次担任外交官，返回英国之后不久，他数度竞选国会议员，但都失败。此后他转入研究，花费将近40年时间致力于研究东方学、地理学和民族学。不过他仍然对政治发表一些观点。
1861年当选英国民族学会会长。1868年，在伦敦的南肯辛顿逝世，时年85岁。
| 官衔               | 官衔                                     | 官衔                                    |
| ------------------ | ---------------------------------------- | --------------------------------------- |
| 前任： 威廉·法夸尔 | 新加坡驻扎官 1823年5月27日—1826年8月15日 | 繼任： 罗伯特·浮尔顿 （海峡殖民地总督） |